# Episodi di Dragons (quarta stagione)
La quarta stagione della serie animata Dragons, la seconda sottotitolata Oltre i confini di Berk, composta da 13 episodi, è stata interamente pubblicata, negli Stati Uniti d'America, su Netflix l'8 gennaio 2016. 
In Italia la stagione è stata trasmessa in prima visione sul canale Boomerang, dal 21 al 27 febbraio 2016.
| nº | Titolo originale             | Titolo italiano                         | Pubblicazione USA | Prima TV Italia  |
| -- | ---------------------------- | --------------------------------------- | ----------------- | ---------------- |
| 1  | Astrid's Team                | La squadra di Astrid                    | 8 gennaio 2016    | 21 febbraio 2016 |
| 2  | Night of the Hunters, Part 1 | La notte dei cacciatori (prima parte)   | 8 gennaio 2016    | 22 febbraio 2016 |
| 3  | Night of the Hunters, Part 2 | La notte dei cacciatori (seconda parte) | 8 gennaio 2016    | 22 febbraio 2016 |
| 4  | Bad Moon Rising              | Il drago mannaro                        | 8 gennaio 2016    | 23 febbraio 2016 |
| 5  | Snotlout Gets the Axe        | Storie da un matrimonio                 | 8 gennaio 2016    | 23 febbraio 2016 |
| 6  | The Zippleback Experience    | Il Bizippo riconoscente                 | 8 gennaio 2016    | 24 febbraio 2016 |
| 7  | Snow Way Out                 | Fuga tra i ghiacci                      | 8 gennaio 2016    | 24 febbraio 2016 |
| 8  | Edge of Disaster, Part 1     | Sulla riva del disastro (prima parte)   | 8 gennaio 2016    | 25 febbraio 2016 |
| 9  | Edge of Disaster, Part 2     | Sulla riva del disastro (seconda parte) | 8 gennaio 2016    | 25 febbraio 2016 |
| 10 | Shock and Awe                | Loki day                                | 8 gennaio 2016    | 26 febbraio 2016 |
| 11 | A Time to Skrill             | La vendetta dello Skrill                | 8 gennaio 2016    | 26 febbraio 2016 |
| 12 | Maces and Talons, Part 1     | Mazze e artigli (prima parte)           | 8 gennaio 2016    | 27 febbraio 2016 |
| 13 | Maces and Talons, Part 2     | Mazze e artigli (seconda parte)         | 8 gennaio 2016    | 27 febbraio 2016 |

## La squadra di Astrid
- Titolo originale: Astrid's Team

### Trama
Hiccup e Astrid hanno appena finito un giro di perlustrazione, quando vedono che i gemelli hanno spostato i Paura notturna dalle loro torri di guardia. Quando tornano, trovano i gemelli che giocano con i draghi, Astrid dice che se loro non iniziano a prendere le cose seriamente Dagur avrebbe scoperto dove si trova Riva del drago. Sono nel mezzo della discussione quando arriva una lettera via Terrore, che dice che Berk è stata attaccata.
Arrivati al villaggio i ragazzi incontrano Stoik, il capovillaggio dice che molte case sono state distrutte dall'attacco di Dagur e che una era quella dei genitori di Astrid. La ragazza si precipita a casa sua e la trova distrutta, Skaracchio la informa che i suoi genitori stanno bene e che erano andati alla corsa degli yak durante l'attacco. Stoik e Hiccup danno disposizioni su come ricostruire il villaggio. Hiccup manda gli altri ragazzi a recuperare materiali dalla Riva, mentre lui va a cercare Dagur, e Astrid dai suoi genitori. Quella sera i ragazzi si rincontrano nell'arena e decidono di tornare alla Riva la mattina seguente. Astrid dato che la sua casa è distrutta decide di restare a dormire all' Accademia così per farle compagnia anche gli altri cavalieri restano a dormire lì anche loro, tuttavia Astrid non riesce a dormire per il senso di colpa che la opprime, ed esce a fare una passeggiata. Nel girovagare incontra Stoik, con cui la ragazza si confida e il Capo le consiglia di far tutto ciò che è in suo potere per non sentirsi più così. Il mattino dopo Astrid comunica ai suoi compagni che resterà a Berk, per addestrare nuovi cavalieri a guardia dell'isola, e Hiccup decide di restare anche lui, e manda il resto della squadra alla Riva per rintracciare Dagur. Astrid comincia ad addestrare la nuova squadra di cui fanno parte Gothi, Gustav, Bucket, Mulch, Stizzabifolko e Silenzioso Sven. Nel frattempo, Moccicoso e i gemelli non sorvegliano a dovere l'arcipelago fuori Berk, con la conseguenza che Dagur riesce a individuare delle possibili posizioni per la Riva del drago. Astrid intanto sta addestrando le nuove reclute dell'Accademia, ma è troppo severa: continua a dire che ogni cosa che le reclute fanno è sbagliata, Hiccup così capisce che lei lo fa solo per restare a proteggere Berk.
Hiccup torna alla Riva, e scopre che è sotto l'attacco da Dagur, parlando con gli altri Hiccup decide di contrattaccare nell'attesa di rinforzi da Berk. Stoik e Astrid arrivano sul posto e le cose si stanno mettendo male ma, grazie all'intervento tempestivo della squadra di supporto, a cui era stato ordinato di restare a Berk, i cavalieri riescono a vincere la battaglia. Astrid riconosce che il loro intervento è stato coraggioso e hanno lavorato come una squadra, così li promuove a cavalieri ausiliari di draghi, con a capo Gustav, il loro gruppo viene battezzato "Squadra di Astrid".

## La notte dei cacciatori (prima parte)
- Titolo originale: Night of the Hunters: Part 1

### Trama
Astrid è uscita di prima mattina a fare un volo con Tempestosa, le due si divertono molto e si fermano a rilassarsi sulla riva di un fiume, all'improvviso la ragazza vede uno stormo di draghi volare via spaventati e va a controllare. Su una spiaggia trovano un gruppo di uomini e navi, intenti a catturare e ingabbiare draghi, Astrid gli spia di nascostoe scopre che il loro stemma era lo stesso che stava sulla Mietitrice, quindi che loro sono dei cacciatori di draghi. La ragazza riesce a vedere il loro capo, Ryker, che è molto temuto dai suoi uomini. Ryker si accorge della presenza di Tempestosa e ordina di catturarla, gli uomini di Ryker all' inizio sono sorpresi di vedere un cavalcadraghi, e iniziano a cercare di colpire Astrid con delle frecce, Ryker colpisce Tempestosa con una freccia e il drago va fuori controllo e non riesce più a volare, di conseguenza Astrid cade dalla sella e finisce in mare mentre Tempestosa viene catturata dai cacciatori, che lasciano la ragazza alla deriva nell'oceano. 
Hiccup non vedendo tornare Astrid, e una tempesta in arrivo, si preoccupa e decide di andarla a cercare, gli altri cavalieri non raggiungono molti risultati : i gemelli continuano a sbattere l'uno contro l'altra e Moccicoso trova un, non molto socievole, Typhoomerang. Hiccup continua a cercarla e inizia a setacciare il mare, sotto la pioggia della tempesta. Astrid nel frattempo non riesce più a reggersi al tronco e rischia di annegare, fortunatamente Hiccup arriva appena in tempo e la tira fuori dall'acqua, svenuta. Tornati alla Riva del drago Astrid si risveglia e racconta a tutti dei cacciatori e di Tempestosa, così i ragazzi si dirigono alla spiaggia e trovano una freccia dei cacciatori, Gambedipesce la esamina e dice che è fatta di midollo di drago raffinato e ad alta concentrazione rende a un drago impossibile volare. Per saperne di più i ragazzi tornano alla Mietitrice, dove Astrid trova una lente per l'Occhio di drago, e Tufo scopre che funziona solo con l'acido dei Cambia-ala. Sull'isola dei Cambia-ala, Moccicoso riesce a procurasi un po' di acido facendoselo accidentalmente sputare sull'elmo.
I ragazzi attaccano la flotta di cacciatori, dove Gambedipesce si fa catturare con Muscolone, e Ryker dà l'ordine di rinchiuderli in gabbia. Durante la lotta i cacciatori catturano anche Astrid, caduta dalla groppa di Sdentato, con uno stratagemma Gambedipesce riesce a liberarsi insieme al suo drago e a Tempestosa. Astrid e Gambedipesce però non riescono a scappare e vengono catturati, Zannacurva e Rutto e Vomito vengono colpiti dalle frecce dei cacciatori, Hiccup riesce a salvare Moccicoso e l'Incubo Orrendo, mentre i gemelli vengono catturati. Hiccup è costretto a battere in ritirata con Moccicoso, mentre gli altri scoprono che Heather e Dagur si sono alleati con i cacciatori di draghi.

## La notte dei cacciatori (seconda parte)
- Titolo originale: Night of the Hunters: Part 2

### Trama
Heather, a notte fonda, va a prelevare Astrid dalla cella per interrogarla. Hiccup e Moccicoso si svegliano su una spiaggia e pensano a un piano per recuperare gli altri evitando le frecce dei cacciatori, a Hiccup viene un'idea e i due si mettono in viaggio. Astrid intanto viene ricondotta nella cella e dice agli altri quello che ha scoperto, l'Occhio di drago è un artefatto importante per i cacciatori, e che ha mentito dicendo che l'Occhio è custodito alla Riva del drago e protetto dalla squadra di cavalieri di Astrid, nella speranza di guadagnare tempo per scappare da quella situazione. Nel mentre, Hiccup e Moccicoso atterrano sull'isola delle Morti Sussurranti, dove vive anche il Morte Urlante, Hiccup pensa che il grosso drago li riconosca visto che sono stati loro a riunirlo a sua madre, ma il Morte Urlante evidentemente se ne è dimenticato e cerca di attaccare i ragazzi, fortunatamente riescono a seminare il drago tornano sull'isola. Nei tunnel dell'isola Hiccup e Moccicoso trovano delle vecchie scaglie del Morte Urlante e cercano di portarne via il più possibile, la Morte Urlante li scopre e cerca di sparargli un colpo di fuoco, ma viene fermato da sua madre, che si ricorda dei due ragazzi, e gli permette di portare via le scaglie. Ryker intanto cerca di far parlare i cavalieri prigionieri, e per convincerli gli fa vedere il trattamento che riserva ai loro draghi : costringe Muscolone a produrre metallo giorno e notte, Tempestosa a sparare aculei per fare le frecce, e Vomito e Rutto a ingrassare per poi vendere la loro pelle, anche se loro sembrano non rendersi conto di essere sfruttati, TestaBruta stranamente si mette a supplicare per il suo drago, ma poi cambia idea. Astrid ha un piano per scappare e per uscire dalla cella utilizzano la chiave, che TestaBruta ha astutamente rubato mentre supplicava la guardia, mentre cercava di liberare il suo drago Tufo attiva per sbaglio l'allarme e così i ragazzi vengono scoperti. Dagur propone di buttarli in mare, ma Heather invece suggerisce di tenerli come schiavi, e dice a Dagur che lo ha fatto per proteggerlo.
Hiccup e Moccicoso nel frattempo, hanno finito di costruire delle armature per i draghi fatte con le scaglie del Morte Urlante, e danno battaglia alle navi dei cacciatori, per aiutarli Astrid e Tufo colpiscono a suon di scopa tutti i cacciatori a bordo della loro nave, Gambedipesce riesce a liberare Muscolone, e Rutto e Vomito si liberano della guardia che ha attaccato TestaBruta, Grazie ai loro draghi Hiccup e Moccicoso distruggono molte navi, ma Sdentato perde parte della sua armatura nel combattimento, in loro aiuto accorrono gli altri cavalieri, che sono riusciti a recuperare i loro draghi e insieme vanno via da lì.
Hiccup nota che c' era anche Dagur sulla nave e chiede spiegazioni agli altri e Astrid gli risponde che lui non sa ancora tutto, Gambedipesce invece propone di costruire delle nuove armature col Ferro di gronkio, che ha imparato a fare sulla nave mentre lavorava, mentre Ryker decide di fare rapporto a un certo Viggo dicendo che sono un passo più vicini all'Occhio di drago.

## Il drago mannaro
- Titolo originale: Bad Moon Rising

### Trama
I ragazzi stanno testando, con l'aiuto di Skaracchio, il ferro di gronkio fatto da Gambedipesce; quando Testaditufo arriva sul posto traumatizzato. Al quartier generale Tufo racconta di essere stato aggredito da una belva terribile, nessuno gli crede, fino a quando lui mostra il segno del morso che gli ha lasciato l'aggressore. Gambedipesce cerca dappertutto informazioni su quel morso, ma non ne trova, allora Skaracchio dice che si potrebbe trattare del Licantroala, dice che gli uomini che sono colpiti dal suo morso, ogni volta che c'è la luna piena si trasformano, in Licantroala. Hiccup non crede a questa storia e riesce a convincere gli altri che il Licantroala è solo una leggenda. Più tardi Skaracchio racconta ai ragazzi la leggenda del Licantroala. Skaracchio dice a Tufo che lui non manifesta nessun sintomo della trasformazione, Moccicoso però invoglia il fabbro a dirli, nonostante le proteste di Bruta, così Tufo pensa che sta per diventare davvero un drago, tanto che quella sera stessa dona le sue cose agli altri per prepararsi a essere un Licantroala. Tufo dice agli altri che quando la luna sarà piena lui diventerà un Licantroala e va via per dire addio a Vomito e Rutto. Bruta si arrabbia moltissimo con Moccicoso, perché lei lo aveva avvertito della folle immaginazione di suo fratello. Tufo, convinto che sta per trasformarsi in un drago, si rinchiude in una gabbia con la sua gallina e inizia a dare di matto. Il mattino dopo Tufo si rifiuta di parlare con qualcuno che non sia la gallina. Bruta per convincere il fratello che non si sta per trasformare in un Licantroala, obbliga Moccicoso a farsi mordere da molti draghi per confrontare i segni con quello del fratello e così dimostrargli che lui non si sta per trasformare in un drago. Gambedipesce intanto raggiunge Hiccup, dicendogli che ha ritrovato la lente dell'Occhio di drago, trovata quando Gustav era arrivato alla Riva, che Gambedipesce aveva precedentemente perso. Testabruta, intanto, trascina Moccicoso a farsi mordere da molti draghi per trovare il morso coincidente a quello di Tufo, tanto da far mordere Moccicoso da un serpente di mare velenoso. Nel mentre, Hiccup e Gambedipesce ispezionano la nuova lente e scoprono che parla del Licantroala e che c'è un'isola piena di questi draghi. Quando vanno a prendere Muscolone, Tufo ascolta una conversazione tra i due ragazzi così lui è sempre più convinto che sta per diventare un Licantroala. Hiccup e Gambedipesce arrivano sull'isola dei Licantroala e trovano una grotta dove sembra che ci vivano i quei draghi. Tufo, intanto, è scappato alla sua stessa gabbia e si è diretto verso la foresta, impazzisce a tal punto da credere che la sua gallina parli, e si dirige con lei verso una rupe. Hiccup e Gambe trovano un Licantroala, ma Hiccup si accorge che è finto, solo un'ombra di una statua che ha per occhi, due lenti dell'Occhio di drago. Quando i due ragazzi tornano alla Riva, scoprono che Tufo è andato nella foresta e che Bruta e Moccicoso sono andati a riprenderlo, Tufo li spaventa e Moccicoso scappa, ma viene aggredito da qualcosa. Tufo si sta per buttare da una rupe, ma viene fermato da Bruta che prova a convincerlo a lasciar perdere, ma Tufo non le dà retta. Il ragazzo viene fermato di nuovo dagli altri. Gambedipesce gli spiega che il Licantroala è solo un mito per allontanare la gente dalle lenti dell'Occhio di drago. Tufo non è ancora convinto, perché nessuno può spiegare il morso. Arriva Moccicoso con un sacco che si agita, e dice che la cosa che ha attaccato Tufo è il lupo nel sacco. Tufo, convinto fa per andarsene quando il terreno cede, Sdentato fortunatamente lo afferra in tempo e lo salva, e Bruta corre ad abbracciare il fratello. Subito dopo il lupo si libera e attacca Moccicoso.

## Storie da un matrimonio
- Titolo originale: Snotlout Gets the Axe

### Trama
I ragazzi si stanno allenando, quando Stizzabifolco, il padre di Moccicoso, arriva alla Riva. Stizzabifolco annuncia a tutti che ci sarà un matrimonio a Berk fra la dinastia degli Jongerson e la dinastia degli Hofferson, la famiglia di Astrid. Stizzabifolco, consegna poi l'ascia cerimoniale degli Jorgenson a Moccicoso, dicendogli che il giorno dopo la dovrà portare sul luogo del matrimonio. Moccicoso si vanta con tutti dicendo che l'ascia viene consegnata solo dai membri più valorosi della famiglia, Stizzabifolco ribadisce che, Moccicoso è stata la sua ultima scelta per consegnare l'ascia, dicendo che avrebbe scelto altri membri della famiglia, che per altre circostanze non potevano farlo. Stizzabifolco dice che anche Astrid e Hiccup devono presenziare alla cerimonia. Il giorno dopo, Moccicoso, Astrid e Hiccup si stanno dirigendo a Berk. Mentre sono in viaggio Moccicoso si lamenta per la mancanza di fiducia di suo padre in lui, e quando Hiccup e Astrid gli ricordano i danni che aveva precedentemente combinato al villaggio, Moccicoso fa cadere per sbaglio la sua ascia, su un'isola sottostante. Moccicoso ritrova la sua ascia, ma mentre cerca di estrarla scopre a sue spese che l'ascia si è conficcata nell'armatura di un Ala corazzato, un drago simile al Rubaossa ad eccezione che l'Ala corazzato si costruisce l'armatura con il metallo. Moccicoso tenta di recuperare l'ascia, ma il drago si alza in volo e colpisce Sdentato e Tempestosa danneggiandogli temporaneamente gli occhi. Zannacurva riesce a far scappare il drago, facendogli cadere Moccicoso di dosso. Moccicoso poi continua a cercare l'Ala corazzato per riprendersi l'ascia. Gambedipesce, intanto, insegna ai gemelli come si celebra un matrimonio, e fa una prova di un rituale con Testabruta, facendo le veci degli sposi e con Tufo che fa le veci dell'ufficiante. Tufo poi dice di aver già letto l pergamena che gli ha dato Gmbedipesce dicendo di averla letta al corso dell'ufficiante di Berk, questo significa che Bruta e Gambedipesce sono sposati e i matrimoni vichinghi sono per sempre. Moccicoso ha un'idea per recuperare l'ascia: pensa di andare sull'isola dei Respirofumoso Soffocanti, e portarne un gruppo dall'Ala corazzato, in modo che possano avvicinarsi loro al drago e prendere l'ascia. Gambedipesce cerca un modo per sciogliere il matrimonio con Testabruta, quando lei arriva da lui, insieme al fratello e al loro drago, dicendo che oltre a lei, si trasferiranno anche il fratello e il bizzippo da Gambedipesce. Moccicoso, Hiccup e Astrid attirano i Respirofumoso dall'Ala corazzato, e i piccoli draghi iniziano a rubare il metallo dell'altro drago. Moccicoso e Astrid riescono a recuperare l'ascia da un Respirofumoso, mentre Hiccup scopre che il drago si faceva un'armatura col metallo perché sotto di essa non ha le squame e quindi non può proteggersi. Per scacciare il branco i ragazzi fondono insieme un grande blocco di metallo facendo colpire i pezzi dagli sbuffi dell'Ala corazzato mentre gli volano intorno. I ragazzi disperdono il branco e fanno amicizia con l'Ala corazzato. Moccicoso e gli altri arrivano in ritardo al luogo del matrimonio, e Moccicoso affronta il padre assumendosi le proprie responsabilità. Stizzabifolco, inaspettatamente, dice che non ci sarà più nessuna cerimonia perché c'è stata una rissa durante le prove del banchetto e che se Moccicoso avesse portato l'ascia in tempo le cose sarebbero andate peggio, e anche che adesso sa che può contare sul figlio.
I ragazzi tornano alla Riva e chiedono cosa è successo in loro assenza, Tufo gli spiega che ha erroneamente sposato Gambedipesce e Testabruta, ma Moccicoso e Astrid gli ricordano che lui non ha mai finito il corso e che quindi Gambedipesce e Testabruta non sono veramente sposati. Quando lo dicono ai diretti interessati, Gambedipesce dice a Testabruta che la sua casa sempre aperta e Testabruta gli regala il suo squalo impagliato. L'episodio termina con Moccicoso che viene nuovamente respinto, mentre cerca di corteggiare Astrid.

## Il Bizippo riconoscente
- Titolo originale: The Zippleback Experience

### Trama
I ragazzi stanno costruendo una nuova torre di guardia a nord della Riva, quando vedono i gemelli sciare sulla neve in groppa al loro Bizippo. Dopo aver fatto sparare fuoco al loro drago, i gemelli vengono sorpresi da una valanga e cadono dalla groppa. Gambedipesce e Astrid riescono a salvare i gemelli, ma Rutto e Vomito cadono dalla scogliera. Hiccup e Sdentato afferrano il Bizippo al volo, salvandolo, facendo ciò Hiccup rompe accidentalmente la sua protesi. Una volta tornati a terra Hiccup punisce i gemelli facendogli fare il turno di guardia. Tornato alla Riva, Hiccup apre la porta della sua capanna, e si ritrova sommerso da pesci. Il ragazzo vola via pensando che siano stati i gemelli. Mentre sorvola l'isola Rutto e Vomito afferrano Hiccup, facendo precipitare Sdentato e in seguito anche il cavaliere, i due cadono al suolo, ma Hiccup si rompe la protesi di riserva. Avendo capito che era il Bizippo ad avergli fatto lo scherzo del pesce e che i gemelli sono chissà dove, Hiccup va a cercare i gemelli perché nessuno sta sorvegliando l'isola. Approfittando di questo fatto alcuni uomini di Ryker sbarcano sull'isola. Hiccup riporta il Bizippo dai gemelli, che litigano sul perché si sia allontanato. Tuttavia, una volta che Hiccup se ne va Rutto e Vomito disarcionano i gemelli e inseguono il ragazzo, così i gemelli litigano di nuovo. Hiccup prova a seminare il Bizippo ma non ci riesce così si trova costretto a dormire con Rutto e Vomito in casa. Il Bizippo però fa esplodere la capanna, facendo svenire Hiccup. Quando Hiccup si sveglia il Bizippo lo assilla di nuovo, mentre gli uomini nemici progettano di rapire il ragazzo. Skaracchio arriva all’ avamposto per aggiustare i piedi di Hiccup, ma il Bizippo continua a stargli intorno e a dargli dimostrazioni di affetto, anche davanti ai gemelli. Skaracchio dice che era successa la stessa cosa a suo cugino e che la cosa sarebbe andata avanti per sempre, perché è un debito a vita, e a meno che il debito non sia ripagato, il drago avrebbe servito Hiccup per sempre. Così Hiccup e i gemelli si alleno per far saldare il debito al drago mettendo Hiccup nei pasticci, e una volta rischiano di farlo fuori se non fosse per Sdentato. I gemelli capendo che non potevano farcela da soli, chiedono aiuto a Moccioso, che provoca Hiccup, ignaro di tutto, finendo per farsi dare un pugno in faccia da lui, tanto forte da farlo svenire. Al quartier generale, Hiccup si arrabbia moltissimo con i gemelli, dicendo che Moccioso sarebbe potuto finire arrosto. Hiccup ha bisogno di stare solo e decide di fare una passeggiata nel bosco, ma viene rapito dagli uomini di Ryker. Rutto e Vomito però hanno visto tutto e vanno salvare il ragazzo. Sdentato intanto è nervoso e gli altri iniziano a essere preoccupati. Hiccup è prigioniero di Ryker, ma Vomito e Rutto arrivano in suo soccorso e lanciano il segnale di pericolo per avvisare gli altri cavalieri. In attesa dei rinforzi Hiccup e il Bizzippo ingaggiano una lotta, durante la quale il Bizippo salva Hiccup, saldando il suo debito. Il cavaliere e il drago riescono a scappare illesi, quando vengono raggiunti dagli altri cavalieri, con i gemelli a cavallo di Sdentato, i quali si scontrano con Hiccup e il Bizippo. Mentre precipitano Hiccup recupera Sdentato, mentre Rutto e Vomito e i gemelli finiscono in mare. Il drago viene catturato da una rete, ma poi viene salvato dai gemelli consolidando così il loro rapporto. Alla fine i cavalieri riescono a cacciare dall'isola i cacciatori di draghi, e tutto torna alla normalità.

## Fuga tra i ghiacci
- Titolo originale: Snow Way Out

### Trama
Hiccup e i ragazzi stanno testando un'armatura di volo per draghi, il test fallisce quando l'armatura si rompe nel bel mezzo di un attacco di prova. Quella sera i ragazzi cercano di capire cosa sia andato storto, quando trovano Astrid è tornata da Berk in anticipo. Nella sala riunioni la ragazza racconta che strada facendo ha incontrato il mercante Johann, che le ha raccontato che ai mercati del nord, ha visto i cacciatori procurarsi vestiti pesanti, e cercare un dente particolare. Hiccup intuisce che si tratti di un dente di Furia gelida, cosi il giorno dopo i cavalieri partono per proteggere il drago dai cacciatori. Una volta arrivati sull'isola Hiccup e Astrid vanno in esplorazione, ma una tempesta di neve li separa. Hiccup torna all' accampamento, mentre Astrid avvista Heather e il suo drago. Inaspettatamente le due ragazze sono ancora amiche e rivelano che Astrid non ha mai incontrato il mercante Johann e che Heather fa il doppio gioco con i cacciatori, rivelando tutto a Astrid riguardo ai piani dei cacciatori. Heather dice che d'estate il Furia gelida scava una grotta per andare in letargo e che lei e Fendivento ne hanno trovata una su un altopiano poco distante. Astrid confessa all' amica che non le piace mentire a Hiccup e che dovrebbero dirgli la verità, ma Heather le ricorda che ora è molto vicina ad arrivare a Viggo, e che è l'unico modo per sconfiggere i cacciatori. Astrid porta i cavalieri sulla montagna, ma Heather non riesce a dissuadere Riker dall'andarci. I cavalieri trovano la grotta ed entrano a cercare il drago, purtroppo però Riker si accorge della loro presenza e attacca i cavalieri nella grotta. Vedendo la situazione ritorcergli contro Riker decide di parlare con Hiccup faccia a faccia. Hiccup va a parlare con lui, ma il cacciatore prepara una trappola per il ragazzo, sventata solo grazie a Heather che di nascosto acceca l'arciere con una lanterna e mostrando la sua ombra ai cavalieri, che respingono i soldati di Riker, il quale inizia a sospettare di Heather, e le ordina di far franare l'entrata della grotta dal suo drago, la ragazza non avendo scelta acconsente.
I ragazzi capiscono che Riker li ha chiusi dentro apposta per combattere al posto suo il Furia gelida. I cavalieri arrivano alla tana, ma scoprono che i Furia gelida sono tre. Intanto Riker sta facendo picchettare il suolo ai soldati, ma nonostante Heather gli chieda cosa sta facendo lui non vuole rivelarglielo. Intanto Tufo sveglia per sbaglio i draghi che iniziano ad attaccare i ragazzi scavando tunnel dal sottosuolo, poi però spariscono in uno dei loro tunnel. I cavalieri li inseguono fino a uscire dalla grotta dove scoprono che i cacciatori hanno preso i draghi. I cavalieri si dirigono alla nave dei cacciatori, dove scatenando una valanga, i ragazzi riescono a portare via i Furia gelida, mentre Hiccup insegue Heather e Riker che scappano a cavallo di Fendivento, ma proprio mentre sta per colpirli, Astrid lo ferma dicendo che Heather sta dalla loro parte.
Tornati alla Riva, Astrid racconta a tutti che Heather ha finto di unirsi a Dagur per vendicarsi, ma che quando ha scoperto l'alleanza con i cacciatori ha voluto saperne di più, e che i loro litigi erano solo una copertura. Hiccup, è deluso dal comportamento di Astrid e le dice che avrebbero potuto sconfiggere il capo dei cacciatori di draghi. Astrid gli racconta che il capo dei cacciatori è Viggo Facciatruce, così cattivo che anche i suoi uomini hanno paura di lui. Hiccup alla fine spera che Heather sappia quello che fa per il bene di tutti.

## Sulla riva del disastro (prima parte)
- Titolo originale: Edge of Disaster: Part 1

### Trama
Astrid sta andando a sostituire i gemelli nel loro turno di guardia, ma quando arriva alla torre di avvistamento trova solo due manichini dei gemelli. La ragazza, infuriata, va da Hiccup a lamentarsi, perché i gemelli hanno lasciato l'isola incustodita, quando arrivano i gemelli sul posto che iniziano a battibeccare con Astrid. Durante la discussione, arriva una lettera Posta-Terrore con un messaggio di Johann, che si trova nei guai. Hiccup, Moccicoso e Gambedipesce si preparano a partire, sul posto arriva Astrid che prega Hiccup di poter venire, perché sarebbe dovuta restare con i gemelli. Hiccup dice che lei deve restare sull'isola per proteggere l'Occhio di drago. Astrid resta a malavoglia, e con i gemelli inizia a costruire delle scale tra torrette di guardia. I gemelli però combinano un disastro dopo l'altro, e quando, dopo aver provato la nuova carrucola, i gemelli finiscono per far cadere nuovamente tutti i tronchi in mare, Astrid perde la pazienza e alza la voce con i gemelli dicendo che loro non pensano mai prima di agire. TestaBruta, molto arrabbiata, le risponde che lei non ha rispetto per nessuno del gruppo e se ne va infuriata. Intanto Hiccup, Moccicoso e Gambedipesce trovano Johann sotto attacco di Gronki, Uncinati e Incubi Orrendi, e non di cacciatori come pensavano loro. I ragazzi corrono in aiuto del mercante, e riescono a scacciare i draghi selvatici, che durante la ritirata riescono a rapire Gambedipesce e a portarlo sulla loro isola. Nel frattempo Tufo passeggia nel bosco, dove trova Gallina stremata che gli “dice” che Bruta è nei guai, Tufo va a vedere: Bruta è stata rapita dai cacciatori, così lui corre a cercare Astrid. Hiccup, Moccioso e Johann, intanto vanno a cercare Gambedipesce, dove Hiccup nota che è molto strano che proprio quelle specie di draghi siano così aggressive. Nel mentre Tufo arriva da Astrid e le riferisce di Testa Bruta, i due volano alla torre di guardia a controllare la situazione, dove vedono un’intera fotta di cacciatori, che si sta dirigendo alla Riva del Drago. Astrid e Tufo tornano al quartier generale, dove cercano un modo per arginare l'attacco, Astrid si decide ad ascoltare le idee di Tufo, così decide che ognuno avrebbe costruito le difese come meglio credeva.
I cacciatori intanto portano Bruta sulla loro Nave, dove Riker rivela che hanno fatto attaccare di proposito Johann, dai draghi per lasciare la base dei cavalieri sguarnita. Intanto Hiccup, Moccio e Johann, trovano Gambedipesce che è stato portato nella tana dei draghi, sorvegliata a dovere dai suoi abitanti. Astrid e Tufo, nel frattempo, finiscono di preparare le difese, e finita la preparazione Astrid inizia a rispettare Tufo.
L'episodio termina con Riker che dice a Dagur che presto ucciderà i cavalieri.

## Sulla riva del disastro (seconda parte)
- Titolo originale: Edge of Disaster: Part 2

### Trama
Le navi dei cacciatori ormai sono arrivate alla Riva. Astrid e Tufo iniziano a contrattaccare e ad affondare un paio di navi, durante il contrattacco TestadiTufo dimostra che la carrucola che i gemelli avevano costruito, è utile per spostarsi in fretta da una torre all’ altra. Nel frattempo, Hiccup, Johann e Moccicoso pensano a un piano per salvare Gambedipesce. Gambedipesce, intanto, è circondato da draghi selvatici che si apprestano a studiarlo. Gambe nota che tutti i draghi sono coperti di cicatrici, che sembrano state fatte dalle frecce, e che per questo sono ostili con gli umani. Il ragazzo poi vede che un piccolo di Gronkio che sta soffocando, Gambe riesce a salvarlo facendogli sputare una roccia troppo grossa, e in questo modo viene accettato dai draghi. Mentre i draghi sono distratti, Hiccup riesce ad avvicinarsi a Gambedipesce, che gli racconta delle cicatrici, Hiccup così capisce che sono stati i cacciatori a farle ai draghi e che i cacciatori hanno mandato Johann apposta per far lasciare la Riva sguarnita. Nel frattempo, Johann, in groppa a Muscolone, cercano di distrarre i draghi sentinella, ma Muscolone crea scompiglio, e i draghi vedono Hiccup e Sdentato, e iniziano ad attaccare i ragazzi, i draghi però non vogliono lasciare andare Gambedipesce, così i ragazzi sono costretti a ritirarsi. Nel frattempo, TestaBruta provoca Riker che tenta, di farla fuori, ma viene fermato da Heather con la scusa dell’approvazione di Viggo. Heather lega Bruta con le corde molto large, in modo che lei possa liberarsi e, di nascosto, aiuta i cavalieri a respingere i cacciatori con dei tranelli. Durante la notte Heather aiuta TestaBruta a liberarsi, con la scusa di controllare le corde, e le dice di prendere Fendivento e tornare dagli altri. Bruta però non capisce il doppio gioco di Heather, così la stende e con Fendivento va a cercare i rinforzi. Intanto, Astrid è demoralizzata perché i suoi piani per respingere i nemici non sono serviti a niente, Tufo così le propone di seguire il suo piano, e Astrid non avendo nulla da perdere accetta.
Hiccup, capisce che i draghi selvatici si comportano in modo aggressivo perché pensano che, lui, Moccio, e Johann siano cacciatori di draghi. Così Hiccup idea un piano in cui lui si fa inseguire dal capobranco, mentre gli altri tentano di liberare Gambedipesce. Durante l’inseguimento, però i draghi riescono a buttare Hiccup giù dalla sella. Hiccup però apre le “ali” che si è costruito, e atterra sul bordo di un faraglione, rischia di cadere, ma Sdentato lo afferra in tempo. Il capobranco sta per attaccare Hiccup, quando il ragazzo apre le sue ali e fa capire ai draghi selvatici che loro sono amici dei draghi. Intanto alla Riva, grazie ai piani di Tufo, tra i quali, creare un esercito di manichini (per far credere di essere molti di più), e provocare esplosioni con il gas di Bizzippo ai cacciatori che tentano di arrivare dalla foresta; Tufo e Astrid riescono a respingere facilmente i nemici. Tuttavia, Dagur capisce che i cavalieri si sono divisi. Hiccup, ai suoi compagni e Johann stanno tornando alla riva insieme ai draghi selvatici, quando vengono raggiunti da TestaBruta che dice che la Riva è sotto attacco.
Astrid e Tufo tentano di respingere i cacciatori con l’aiuto dei Paura notturna e di Gallina, ma le cose si mettono male per Tufo, che viene salvato appena in tempo da Hiccup. I ragazzi, con l’aiuto dei draghi selvatici, riescono a cacciare, i cacciatori e a farli andare via. Più tardi Astrid si scusa con TestaBruta, e i cavalieri partono per riportare i draghi selvatici a casa.

## Loki day
- Titolo originale: Shock and Awe

### Trama
Gambedipesce sta passeggiando con Muscolone sulla spiaggia della baia, quando i due trovano una roccia che si muove da sola verso un cespuglio. La roccia si rivela essere l’ennesimo scherzo dei gemelli per il Loki Day, il giorno in cui è nato il dio Loki e nel quale ci si fa scherzi a vicenda. Dopo un altro scherzo nel quale Tufo finge di perdere un braccio, Gambedipesce se ne va infuriato. Mentre raccoglie delle rocce per il suo drago, il ragazzo avvista, nella laguna, una strana creatura a due teste. Gambe ovviamente pensa che si tratti di uno scherzo dei gemelli, ma quando li trova di fianco a lui capisce che non sono stati loro. Al quartier generale, Gambedipesce racconta agli altri della creatura, i ragazzi sono scettici e non gli credono, il ragazzo tenta così di dimostrare ai suoi amici l’esistenza della creatura tentando di pescarla con l’aiuto di Muscolone che vola sulla laguna. Dopo ore senza risultati, Gambe e Muscolone si addormentano in volo. All'improvviso Gambe e il suo drago, vengono colpiti da una scossa elettrica e Gambedipesce finisce in acqua dove vede la creatura. Prima che possa scappare, Gambedipesce riemerge e chiude le possibili vie di fuga della laguna con la lava di Muscolone, in modo da poter mostrare la creatura ai suoi amici, ed essere finalmente creduto. I cavalieri, si dirigono alla laguna con i draghi. 
Stanno sorvolando la baia, quando vedono la creatura, anzi il drago, che salta fuori dall’acqua per dare la scossa a Moccicoso e Zannacurva.
Gambedipesce, dice che il drago è uno Scuotimari, che pochi hanno visto finora. Gambedipesce e Hiccup sono entusiasti all’ idea di studiare da vicino uno di questi draghi. Osservando il drago, molto agitato, i ragazzi tentano di misurarlo, ma lo Scuotimari non collabora e inizia ad attaccare i cavalieri e i loro draghi. Quando Tempestosa, si difende però ferisce lo Scuotimari con uno dei suoi aculei, e il drago si stende sulla spiaggia dolorante. I cavalieri decidono che è meglio liberare il drago, così mentre gli altri distruggono le barriere della laguna, Gambedipesce va dallo Scuotimari. Il drago però, infastidito, unisce le sue teste e produce un colpo elettrico che non conosceva. Gambedipesce fa amicizia con il drago e gli cava la spina di Tempestosa. Tuttavia, mentre Gambedipesce accompagna il suo nuovo amico verso il mare aperto, lo Scuotimari torna nella baia. Hiccup, al largo, vede due Scalderoni che si stanno dirigendo lì. Gambedipescedice che lo Scalderone è il predatore naturale dello Scuotimari. Infatti i due draghi iniziano a inseguire la loro preda, i ragazzi tentano di distrarre gli Scalderoni, però capiscono che gli Scaderoni individuano lo Scuotimari seguendo la sua scarica elettrica. 
Grazie a uno scherzo che i gemelli fanno ad Astrid, Hiccup capisce che bisogna usare l’astuzia per liberarsi degli Scalderoni. Nel frattempo, lo Scuotimari si inabissa per liberarsi degli Scalderoni. Sembra che sia morto, quando salta fuori dall'acqua più sano che mai. I gemelli intanto tornano con al seguito un’anguilla elettrica gigante, che Hiccup gli aveva fatto prendere per confondere gli Scalderoni. Il piano di Hiccup funziona: uno Scalderone casca nel tranello. Gambedipesce tenta di portare di nuovo il suo amico in mare, quando arriva un terzo Scalderone. Gambedipesce così si butta in acqua in groppa allo Scuotimari e gli fa unire le teste creando un’esplosione elettrica sbarazzandosi degli Scalderoni, durante l’esplosione Gambedipesce viene sbalzato fuori dall’acqua e atterra sulla spiaggia. Il ragazzo sta bene e viene raggiunto dagli altri che si complimentano con lui per il suo coraggio. Gli Scalderoni tentano nuovamente di attaccare lo Scuotimari ma vengono fermati e scacciati dal resto del branco del drago. Così gli Scuotimari se ne vanno via verso il tramonto.
Più tardi i cavalieri si vendicano dei gemelli facendogli scherzi ancora migliori dei loro: Hiccup li sommerge dal pesce mentre aprono una porta, Gambe li fa camminare su trappole taglienti per animali, Moccicoso li fa cadere da una scala, e Astrid trasporta la loro casa fin sopra un faraglione.

## La vendetta dello Skrill
- Titolo originale: A Time to Skrill

## Mazze e artigli (prima parte)
- Titolo originale: Maces and Talons: Part 1

## Mazze e artigli (seconda parte)
- Titolo originale: Maces and Talons: Part 2